# Alain Gascon
Pour les articles homonymes, voir Gascon (homonymie).
Alain Gascon, né en 1944, est un géographe français, professeur honoraire à l’Institut français de géopolitique (IFG) de l’université Paris-VIII, membre du Centre de recherche et d'analyse géopolitique (CRAG) EA 353, ancien chargé de cours à l’Institut national des langues et civilisations orientales (INALCO).

## Biographie

### Formation
Après des études secondaires au lycée Jacques Decour à Paris, jusqu'en 1962, il poursuit par des études de géographie à Paris-Sorbonne de 1962 à 1969. Il est ensuite professeur de français, comme coopérant-Volontaire du Service national actif (VSNA), à l'École secondaire Haylä Sellasé Ier à Ambo en Éthiopie. Puis il reprend des études supérieures à l'Institut national des langues et civilisations orientales (INALCO) à partir de 1971. Il y est diplômé d'amharique en 1974 (il y reprend des études en somali de 1988 à 1990). Il présente en 1983 une thèse de IIIe cycle de géographie consacré à l'Identité culturelle et contrôle de la terre, le pays Métcha (Éthiopie du Centre-Ouest) de l'ancien régime à la Révolution".

### Enseignement
Il a ensuite un parcours de professeur d'histoire et de géographie dans des collèges expérimentaux à St.-Denis et Thiais jusqu'en 1977, au lycée-collège Romain Rolland à Ivry-sur-Seine jusqu'en 1988 puis de  1990 à 1993. Entre 1988 et 1990, il est chargé de recherche au CNRS détaché au Laboratoire de sociologie et de géographie africaines (UA 94) EHESS. En 1993, il devient maître de conférences de géographie à l'IUFM de l'Académie de Créteil (1993-2005). Il obtient en 2002 une habilitation à diriger la recherche  Sur les hautes terres comme au ciel. Identités et territoires en Éthiopie, dirigée par Roland Pourtier. Il est également chargé, avec Jean-Claude Penrad, du séminaire d'Initiation à la recherche africaniste (FRAN-SéFRA) du Centre d'études africaines [IRD-EHESS] jusqu'en 2008, mais aussi chargé de cours à l'INALCO sur la Géographie de l'Afrique de 1995- à 2006, et sur l'"Histoire de l'Éthiopie et de la Corne de l'Afrique" de 1997à 2010).
Il est par ailleurs professeur invité en 2005 à l'Université de Hambourg : Iob Ludolf Stiftung, Afrika u. Orient Institut (Abteilung Äthiopistik) et Encyclopaedia Aethiopica, et professeur des universités à l'Institut français de géopolitique de l'Université Paris 8 de 2005 à 2010.

### Recherche
Il est l'auteur de nombreuses études (articles : Hérodote, Autrepart, Politique africaine, Cahiers d'études africaines, Outre-Terre, Aethiopica, Pount et contributions : GU Reclus, Africa South of the Sahara, Encyclopaedia Aethiopica, Géographie des conflits…) sur l'Éthiopie et la Corne de l'Afrique ; 
Il est par ailleurs membre du Comité de rédaction des Cahiers d'études africaines (EHESS) et la revue Pount (INALCO), et président de l'Association pour la diffusion de la recherche scientifique en Afrique de l'Est (ARESÆ).

## Principales publications
- Grande Éthiopie, une utopie africaine : Éthiopie ou Oromie, l'intégration des hautes terres du Sud, Paris, Cnrs éditions, 1998, 246 p.
- L'Utopie de la Grande Éthiopie, Paris, Éd. Clio, 2003.
- Sur les hautes terres comme au ciel. Identités et territoires en Éthiopie, Paris, Publications de la Sorbonne, 2006, 335 p.
- avec Amina Saïd Chiré, Atlas de Djibouti, Paris, Éditions J.A., 2007, 63 p.

## Sources
- Institut français de géopolitique (Université Paris 8)